# Lesley Vickerage
Lesley Vickerage (* 1. Juli 1961 in London, England) ist eine britische Schauspielerin.

## Leben und Karriere
Für die gebürtige Londonerin Lesley Vickerage war nach dem Besuch einer Aufführung des Musicals Godspell klar, dass sie Schauspielerin werden will. In The Drama Studio London absolvierte sie eine einjährige Schauspielausbildung. Im Jahr 1992 gab sie ihr Debüt vor der Kamera in einer Episodenrolle der Fernsehserie Inspector Morse. Lesley Vickerage ist überwiegend in Fernsehfilmen und Fernsehserien zu sehen. Im deutschen Sprachraum wurde sie bekannt als Darstellerin der Helen Clyde, die Verlobte und spätere Ehefrau des von Nathaniel Parker verkörperten Inspector Thomas Lynley in der gleichnamigen Krimiserie Inspector Lynley (The Inspector Lynley Mysteries), die im ZDF ausgestrahlt wurde. Neben ihrer Film- und Theatertätigkeit erteilt sie angehenden Schauspielern Dramaunterricht.
Lesley Vickerage ist im privaten Leben eine begeisterte Anhängerin von englischer Folk Music und oft auf dem jährlich stattfindenden „Chippenham Folk Festival“ anzutreffen.

## Filmografie (Auswahl)

### Filme
- 1996: Roger, Roger
- 1997: Liebe, Kunst und Zimmerpflanzen (Keep the Aspidistra Flying)
- 2000: Second Sight: Kingdom of the Blind
- 2005: The Murder Room

### Fernsehserien
- 1992 Inspektor Morse, Mordkommission Oxford (Inspector Morse, Episodenrolle)
- 1992 Between the Lines
- 1992–1995 Soldier, Soldier
- 1996 My Good Friend
- 1998 Inspector Barnaby (Midsummer Murders, Episodenrolle)
- 1998 Gerichtsmediziner Dr. Leo Dalton (Silent Witness, Episodenrolle)
- 1998 Get Real
- 2001 The Beach
- 2002–2004 Inspector Lynley (The Inspector Lynley Mysteries)
- 2004 Swiss Toni (Episodenrolle)
- 2006 My Family (Episodenrolle)
- 2010–2012 Holby City (Episodenrollen)
- 2012 Friday Night Winner (Episodenrolle)
- 2013 Lewis – Der Oxford Krimi (Lewis, Episodenrolle)
- 2013 Moonfleet (TV-Miniserie)
- 2015 In and Out the Kitchen
- 2015 Doctors (Episodenrolle)